# 蔡朝明
蔡朝明（1943年—），中华民国军人，陆军中将，曾任中华民国国家安全局副局长、局长。曾表示「SARS是中國生化戰劑」。

## 荣誉

### 中华民国勋章奖章
- 二等云麾勋章（2009年3月16日于台北总统府颁授[3]）